# Asim Ugljen (glumac)
Asim Ugljen (Zagreb, 30. siječnja 1983.) je hrvatski glumac.

## Životopis
U rodnom je Zagrebu završio osnovnu školu i klasičnu gimnaziju. Godine 2005. dobiva malu ulogu u diplomskom filmu Gorana Devića i tada se opredjeljuje za glumu: sljedeće godine upisuje studij Glume i lutkarstva u Osijeku, a 2007. polaže prijemni ispit na Akademiji dramske umjetnosti u Zagrebu, gdje tri godine poslije i diplomira u klasi Franke Perković.
Bratić je Lamije Hasanbegović, supruge saborskog zastupnika i bivšeg ministra kulture Zlatka Hasanbegovića.

## Filmografija
- 2007. – Rastanak, režija: Irena Škorić
- 2007. – Crnci, režija: Goran Dević i Zvonimir Jurić
- 2008. – 9. ožujak, režija: Irena Škorić
- 2008. – Demon iz Kragujevca, režija: Irena Škorić
- 2008. – Tjelesne tekućine, režija: Dario Lonjak
- 2009. – Prosjaci, režija: Neda Radić
- 2009. - Zagrebačke priče (segment "Recikliranje"), uloga: Safet, režija: Branko Ištvančić
- 2009. – 2014. - "Tajni dnevnik patke Matilde" kao pačić Janko i magarac Oskar
- 2010. – Rastanak 2, režija: Irena Škorić
- 2010. – Odraz, režija: Martin Zenić
- 2011. – Generacija ’71, režija: Boštjan Slatenšek (Slovenija)
- 2011. – Prva dama Dubrave, režija: Barbara Vekarić
- 2011. – 7 seX 7, režija: Irena Škorić
- 2012. – Carver je mrtav!, režija: Vanja Vascarac
- 2012. – Bashkim, režija: Vanja Vascarac
- 2012. – Igra uhođenja, režija: Mario Vrbančić
- 2012. – Dupence, režija: Tomislav Šestan
- 2013. - Djeca jeseni, uloga: Geraldo, režija: Goran Rukavina
- 2013. – Ubiti vepra, režija: Ivica Mušan
- 2013. - Počivali u miru, uloga: Bojan Bogojević
- 2014. - Most na kraju svijeta, uloga: Josip Drobnik, režija: Branko Ištvančić
- 2014. – Broj 55, uloga: Vinko, režija: Kristijan Milić
- 2014. - danas — In Magazin
- 2015. - Dječja usta, uloga: animator djece (sa Zoranom Vukić; epizode: Akrobati, Trgovkinje i Plesači 2)
- 2014./2016. – Kud puklo da puklo, uloga: Josip Tepavac
- 2015./2019. - Crno-bijeli svijet, uloga: brkati novinar
- 2015./2016. – "Samo ti pričaj", uloga: David Šimić
- 2017. - "Mrtve ribe", uloga: Bero
- 2018. - "Volim Hrvatsku", uloga: Asim Ugljen (natjecatelj)
- 2018. - "Dragi susjedi", uloga: Luka
- 2018. - "Rafael", uloga: stražar u kampu Trapani #2
- 2018./2019. - "Na granici", uloga: Ante Štiglić
- 2019. - "General" (TV serija), uloga: gardist kraj minobacača #2
- 2021. - "Po tamburi", uloga: sin #3, režija: Stanislav Tomić
- 2022. - "Mrkomir Prvi", uloga: zlatar
- 2022. - "Oblak u službi zakona", uloga: čovjek s aktovkom
- 2023. - "Gora", uloga: Željko

## Kazališne uloge
- 2010./2011. – Fortinbras se napio, Janusz Glowatzky, redatelj: Vjeran Zuppa (Satiričko kazalište Kerempuh)
- 2011. – Lažeš, Melita, Ivan Kušan, redatelj: Zlatko Sviben (Gradsko kazalište Žar ptica)
- 2012. – Kako je Dunda spasila domovinu, Slobodan Šnajder, redateljica: Snježana Banović (Istarsko narodno kazalište)[2]
- 2012. – Scottstown, Luke Barnes, redateljica: Morana Foretić (Teatar &TD)

## Sinkronizacija
- "Trolovi" kao Sjajni (2016.)
- "Pjevajte s nama" kao pas reporter Bob (2016.)
- "Legende o skrivenom hramu" kao Kirk Fogg (2017.)
- "Mali Bigfoot" kao Steve (2017.)
- "Dolittle" kao zec (2020.)
- "Avanture obitelj Bigfoot" kao Steve i zaštitar #1 (2021.)

## Vanjske poveznice
- Port.hr: Asim Ugljen
- IMDb: Asim Ugljen (filmografija)
- Pitaj mamu.hr – Asim Ugljen: Dječja buka i cika obogaćuju kuću (intervju)
- Večernji.hr – Asim Ugljen: Bio bih kuhar, ali ne kuham dobro